# Prigen (plaats)
Prigen is een bestuurslaag in het regentschap Pasuruan van de provincie Oost-Java, Indonesië. Prigen telt 6493 inwoners (volkstelling 2010).